# 日野資茂
日野資茂（ひの すけしげ、慶安3年（1650年）4月27日 - 貞享4年（1687年）7月29日）は、江戸時代前期の公卿。

## 官歴
- 万治2年（1659年）：従五位上、侍従
- 寛文3年（1663年）：正五位下
- 寛文5年（1665年）：権右少弁、蔵人
- 寛文6年（1666年）：正五位上、右少弁
- 寛文9年（1669年）：左少弁
- 寛文10年（1670年）：右中弁
- 寛文11年（1671年）：従四位下
- 寛文12年（1672年）：正四位上
- 寛文13年（1673年）：蔵人頭、左中弁
- 延宝2年（1674年）：参議、右大弁
- 延宝3年（1675年）：従三位
- 延宝4年（1676年）：左大弁
- 延宝5年（1677年）：権中納言
- 延宝8年（1680年）：正三位
- 天和元年（1681年）：従二位
- 天和2年（1682年）：賀茂伝奏
- 天和3年（1683年）：踏歌節会外弁

## 系譜
- 父：日野弘資
- 弟：外山光顕
- 弟：豊岡有尚
- 弟：豊岡弘昌
- 妹：清心院
- 弟：日野輝光